# Chrysozephyrus subnivalis
Chrysozephyrus subnivalis är en fjärilsart som beskrevs av Kawazoé och Wakabyashi 1969. Chrysozephyrus subnivalis ingår i släktet Chrysozephyrus och familjen juvelvingar. Inga underarter finns listade i Catalogue of Life.